# Esther Gómez Morante
Esther Gómez Morante (Madrid, 1973) és una auxiliar administrativa, sindicalista i política espanyola, regidora de l'Ajuntament de Madrid des de 2015.

## Biografia

### Primers anys
Nascuda el 1973 a Madrid, va estudiar Ciències Físiques; no va acabar la carrera universitària, ja que va haver d'abandonar els estudis en el quart curs. Ha treballat com a auxiliar administrativa en una empresa de telecomunicacions, i també ha desenvolupat activitat com a representant sindical. Va ser també activista per la defensa de la sanitat i l'educació, els drets socials i la recuperació d'equipaments públics.
Militant de Esquerra Unida (IU), es va postular com a aspirant a liderar Esquerra Unida de la Comunitat de Madrid (IUCM) al desembre de 2012; va ser derrotada per Eddy Sánchez, que es va imposar en la votació amb un 51% dels vots dels delegats, per un 36% de Gómez i un 12% de Tania Sánchez. Gómez, veïna de tota la vida del districte de Carabanchel i que va ser vocal de la seva junta de districte, va deixar de militar a IU el gener de 2015, i es va incorporar llavors a Convocatòria per Madrid.

### Regidora de l'Ajuntament de Madrid

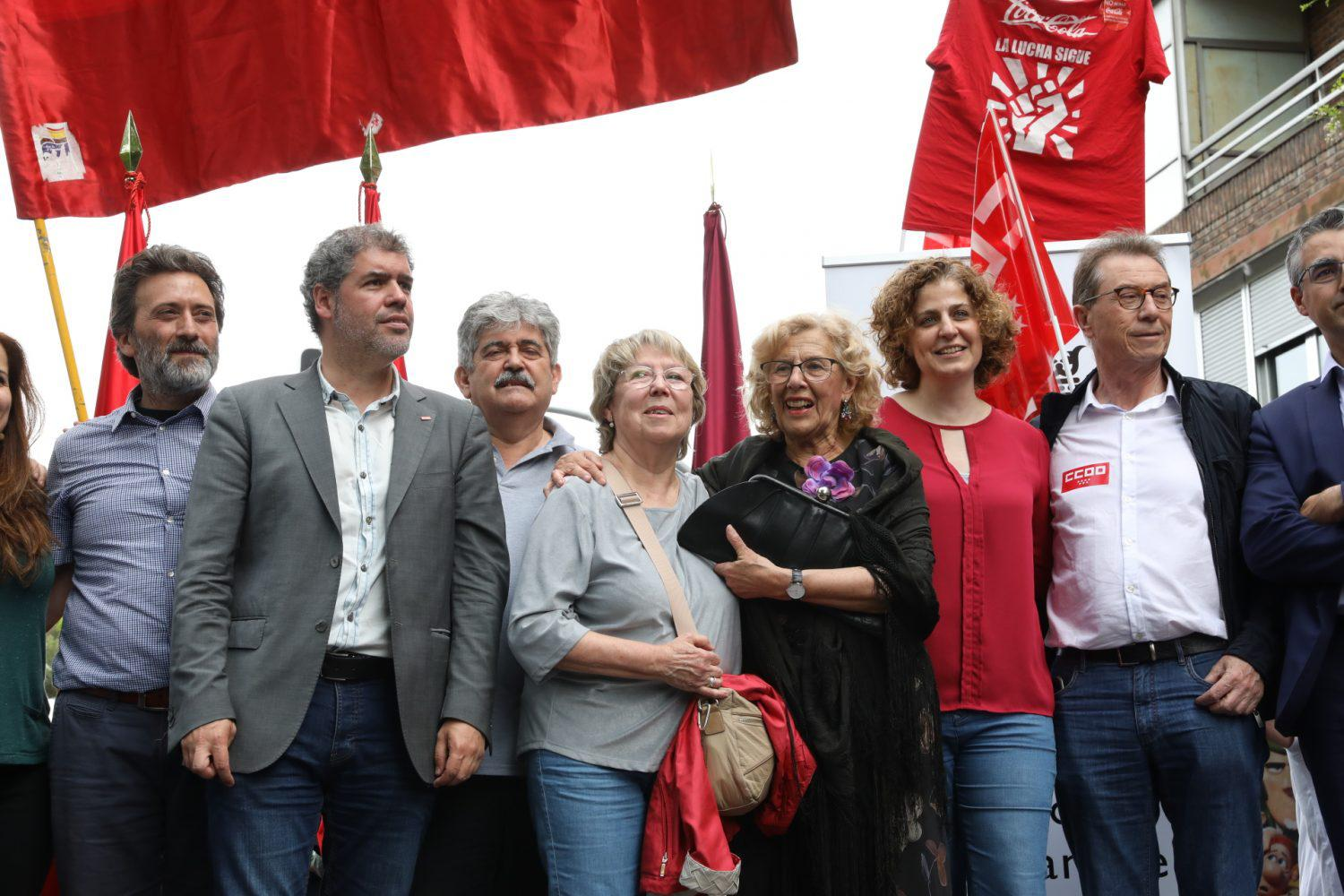
Al maig de 2018, durant la inauguració del carrer en honor de Marcelino Camacho a Carabanchel.

Participant en la plataforma Guanyem Madrid des dels seus inicis, va ser inclosa com a candidata al número 17 de la llista d'Ara Madrid per a les eleccions municipals de 2015 a Madrid, i va ser escollida regidora.
Després de la investidura de Manuela Carmena com a alcaldessa de Madrid el 13 de juny de 2015, Gómez va ser nomenada regidora-presidenta de la junta municipal dels districtes de Carabanchel i Latina. El gener de 2018 va ser nomenada com a successora de Jorge García Castaño com a regidora-presidenta del districte de Chamberí, sent al seu torn reemplaçada al de Latina per Carlos Sánchez Mato.
Després de la seva renúncia i la d'altres 5 regidors militants de Podem del Grup Municipal d'Ara Madrid a concórrer a les primàries del partit per seleccionar els candidats d'aquest per a les eleccions municipals de 2019, preferint en el seu lloc fer-ho directament a través de la plataforma de Més Madrid, la seva militància en Podem va ser suspesa de manera cautelar al novembre de 2018 després d'una sol·licitud de Julio Rodríguez.
Participant finalment en el procés de primàries de Més Madrid celebrat al març de 2019, va quedar integrada al número 10 de la llista.